# Katharina Klement
Katharina Klement (* 1. Dezember 1963 in Graz) ist eine österreichische Komponistin und Pianistin.

## Leben und Werk
Klement studierte Klavier und Komposition an der Hochschule für Musik und darstellende Kunst in Wien und besuchte dort auch einen Lehrgang für elektroakustische und experimentelle Musik. An der University of York nahm sie am Gastkurs music technology teil. Darüber absolvierte Klement private Studien in Plastik/Skulptur und Tanzimprovisation.
Klement ist als Composer-performer im Bereich von notierter und improvisierter, elektronischer und instrumentaler Musik tätig. Hierbei liegt ihr Schaffensschwerpunkt auf räumlichen Konzepten und querverbindenden Projekten in den Bereichen Musik/Text/Video/Performance. Ein besonderes Interesse Klements  gilt dem Klavier mitsamt den dafür erweiterten Spieltechniken. Sie führt Klanginstallationen und Solo-Performances aus und ist Gründerin und Mitglied zahlreicher Ensembles für improvisierte Musik, wie soundog, USE, monocle, subshrubs, deepseafish-K oder REDOX.
Künstlerische Auslandsaufenthalte führten sie nach York (England), Druskininkai (Litauen), Belgrad (Serbien), Brüssel (Belgien), Tamil Nadu (Südindien). Klement erhielt zahlreiche Kompositionsaufträge und übt eine rege internationale Konzerttätigkeit aus.
Seit 2006 ist Klement Lehrbeauftragte für Elektroakustische Musik, Komposition und Improvisation am Lehrgang Computermusik und Elektronische Medien an der Universität für Musik und darstellende Kunst in Wien.
Ihre künstlerische Tätigkeit führte zur Zusammenarbeit u. a. mit Oskar Aichinger, Alessandro Bosetti, Cordula Bösze, Peter Brandlmayr, Angélica Castelló, dieb13, Eva Furrer, Nikolaus Gansterer, Susanna Gartmayer, Annette Giesriegl, Seppo Gründler, Elisabeth Harnik, Peter Herbert, Josef Klammer, Wolfgang Kogert, Heinz-Peter Linshalm, Josef Novotny, Maja Osojnik, Pia Palme, Wolfgang Reisinger, Billy Roisz, Alfred Reiter, Elisabeth Schimana, Annette Schönmüller, Marianne Schuppe, Hannes Schweiger, Martin Siewert, Burkhard Stangl, Daniel Studer, Petra Stump, Judith Unterpertinger, Tamara Wilhelm, Manon Liu Winter.
Klement lebt und arbeitet in Wien.

## Auszeichnungen
- 1994 Max-Brand-Preis
- 2001 SKE Publicity-Preis der austromechana
- 2002 und 2011 Österreichisches Staatsstipendium für Komposition
- 2002 Förderungspreis der Stadt Wien
- 2004 Elektronikpreis des Musikforum Viktring, Klagenfurt
- 2006 honorary mention beim Prix Ars Electronica, Linz
- 2013 Österreichischer Kunstpreis für Musik, Sparte Musik[5]
- 2016 Gustav-Mahler-Kompositionspreis der Stadt Klagenfurt
- 2021 Preis der Stadt Wien für Musik[6][7][8]

Quelle: